# Eyjafjallajökull
Eyjafjallajökull (isländska: [ˈɛɪjaˌfjatlaˌjœkʏtl̥], lyssna (fil), ungefär eja-fjattla-jökuttl) är Islands femte största glaciär, belägen norr om byn Skógar och väster om Mýrdalsjökull i kommunen Rangárþing eystra. Glaciären vilar på en 1 666 meter över havet hög stratovulkan med samma namn. Vulkanen har en egen magmakammare som senast hade utbrott 2010, vilket ledde till att flygtrafiken stoppades eller påverkades i Europa under flera veckors tid.

## Namn
Namnet Eyjafjallajökull (direktöversatt till svenska: 'öfjälljökeln') har med de närbelägna Västmannaöarna att göra. Dessa ligger cirka 35 kilometer västsydväst om bergmassivet i Atlanten. De mindre bergen vid Eyjafjallajökulls fot liksom dess sydvästra flank heter Eyjafjöll ('öfjäll'). 
På isländska uttalas Eyjafjallajökull [ˈɛɪjaˌfjatlaˌjœkʏtl̥] (lyssna (fil)), men i svenskan har uttalet kommit att bli förenklat till [ˈɛjaˌfjatlajøːkɵl] (ungefär ejafjatlajökull) eller [ˈɛjaˌfjallajøːkɵl] (ejafjallajökull).

## Glaciären
| Gígjökull med issjön Lónið, sedan utbrottet 2010 täckt av vulkanisk aska. |  | Gígjökull med issjön Lónið, sedan utbrottet 2010 täckt av vulkanisk aska. |
| Gígjökull med issjön Lónið, sedan utbrottet 2010 täckt av vulkanisk aska. |  |                                                                           |

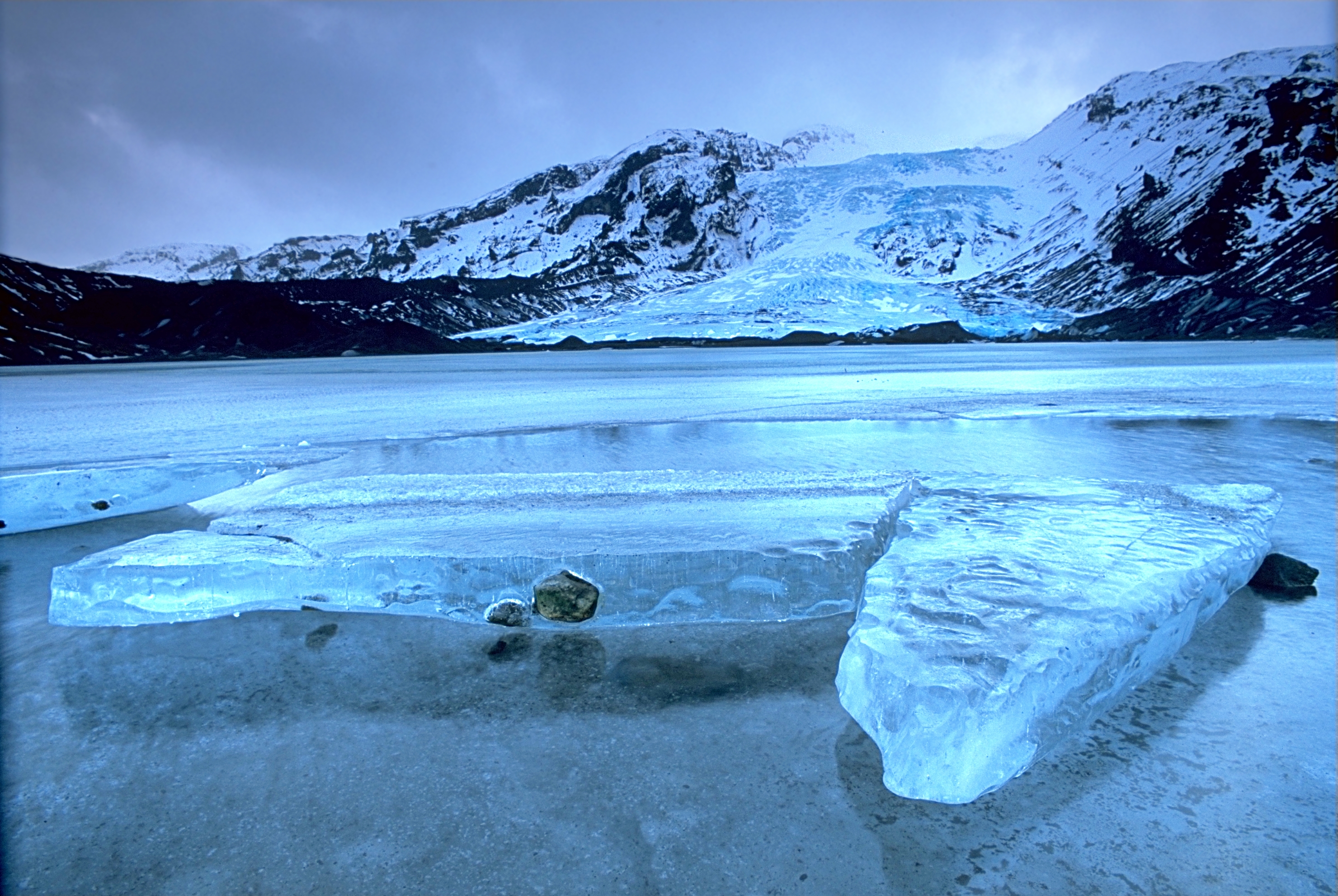
Issjön Lónið, 2003.

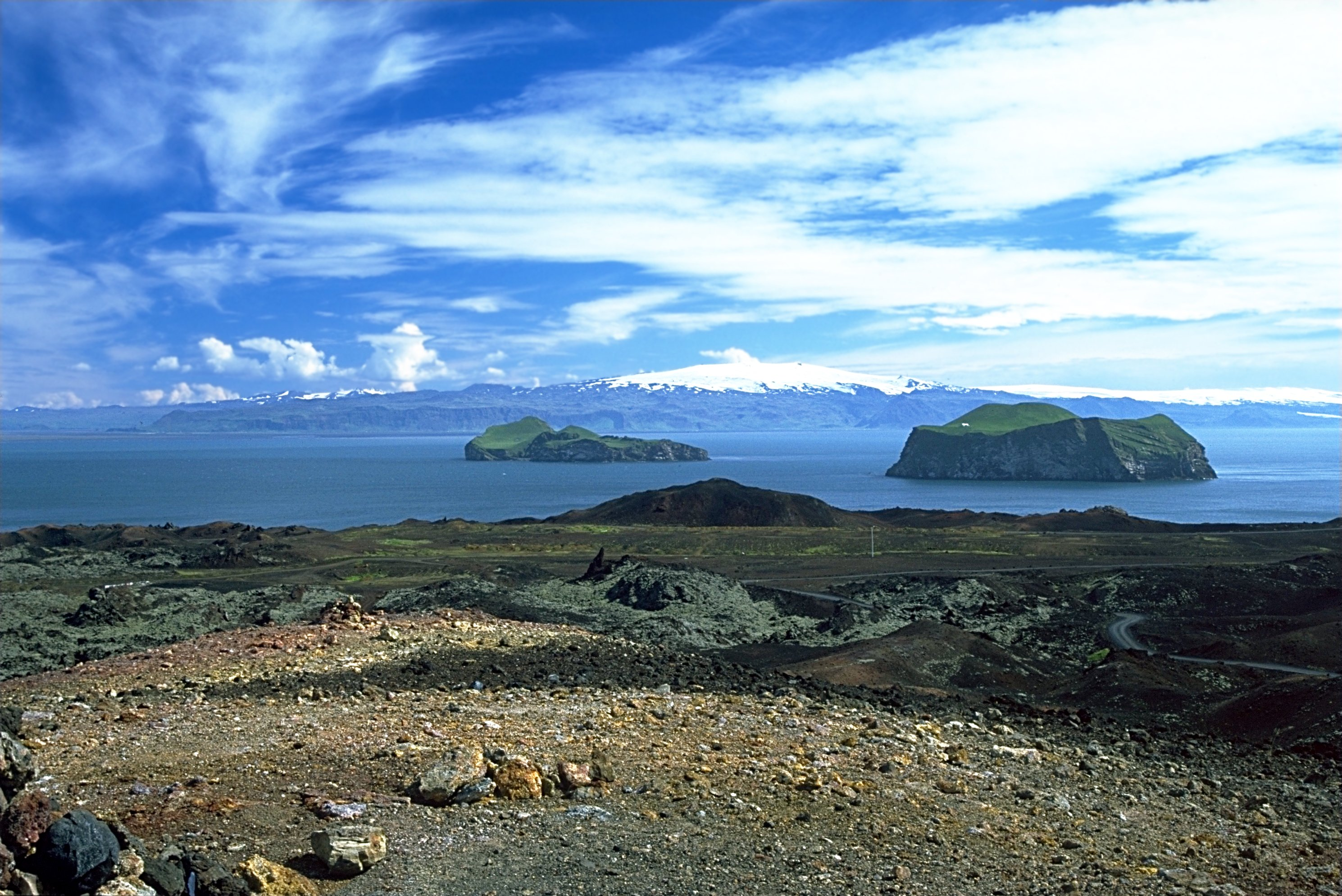
Eyjafjallajökull sedd från Västmannaöarna.

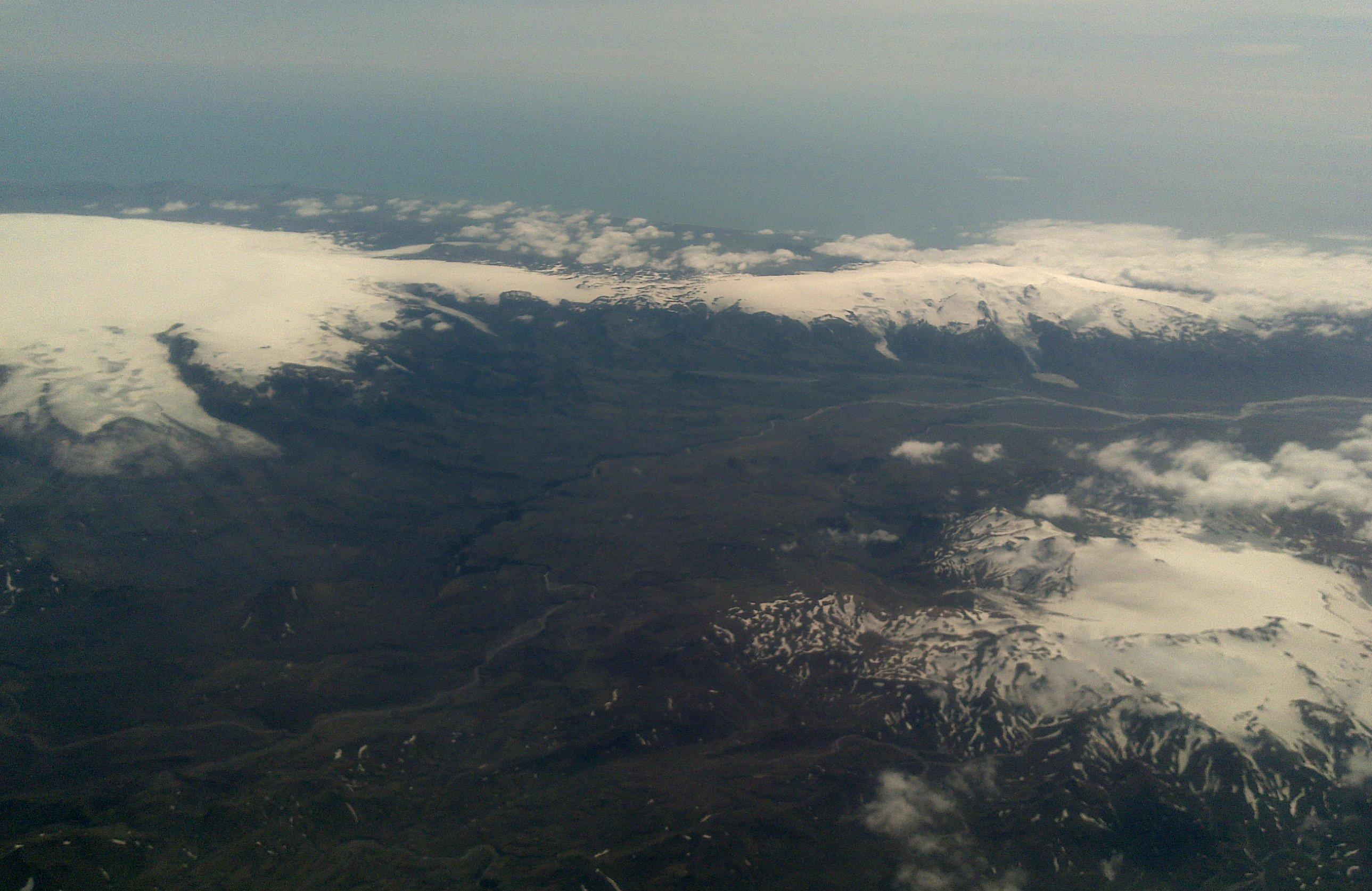
Eyjafjallajökull i bakgrunden t.h., med Mýrdalsjökull t.v. och Tindfjallajökull t.h. nedan. Utsikt norrifrån.

Glaciären täcker en yta på ungefär 78 kvadratkilometer.
Den högsta toppen, som sticker ut som små nunataker ur glaciären, är den 1 666 meter höga Hámundur.
Från Eyjafjallajökulls istäcke sträcker sig några dalglaciärer och glaciärtungor från en höjd på ungefär tusen meter ned till dalarna. De mest betydelsefulla av dessa glaciärtungor är Steinholtsjökull och Gígjökull, som sträcker sig norrut i riktning mot älven Markarfljót. Den senare glaciärtungan betyder på svenska kraterglaciär vilket faktiskt har att göra med, att glaciärtungan utgår ur en öppning i glaciärkratern. Gígur är det isländska ordet för krater. Den branta och ojämna glaciärtungan når 1 200 meter ner i Markarfljótsdalen nedanför.
I Gígjökull har höga moräner skjutit upp på dalbottnen. Genom avsmältningen hade en issjö bildats, kallad Lónið. Vid vulkanutbrottet i april 2010 fylldes issjön fullständigt av vulkanaska och sediment. Ur den förutvarande sjön strömmade bäcken Jökulsá till den närbelägna Markarfljót.

## Vulkanen
Den sällan aktiva vulkanen betecknas med samma namn som glaciären som täcker den. Det vulkaniska systemet runt Eyjafjallajökull har i det globala vulkanismprogrammet beteckningen 1702-02=.

### Gestalt
Denna hör till den så kallade södra vulkanzonen på Island.
Vulkanologer är inte helt eniga om vulkanens typ. Þórleifur Einarsson inordnar den under stratovulkanerna. Þór Þórðarson talar om sköldvulkan, medan Ari Trausti Guðmundsson beskriver vulkanen som en ”flack avlång vulkankonstruktion”.
Vulkanens caldera har en omkrets på omkring tre till fyra kilometer. Sprickområdet som hör till vulkanen sträcker sig med sina kratrar i väst-östlig riktning över cirka 30 kilometer.
Ytterligare några kratrar bildades i mars 2010 under det senaste utbrottet.

### Bergarter och ålder
Eyjafjallajökulls äldsta berg är mellan 700 000 och 800 000 år gammalt. Det rör sig om så kallad transitional basalt (övergångstyp mellan alkalibasalt och tholeiitbasalt), men även högre differentierade berg, såsom dacit.

## Eruptionshistoria
Eyjafjallajökull uppvisar en eruptionshistoria som är ungefär 800 000 år lång. Sedan befolkandet år 870 e.Kr. har vulkanen varit aktiv blott tre gånger före 2010; den hör därmed inte till Islands mest aktiva vulkaner. Askan från Eyjafjallajökulls tidigare utbrott har inte haft någon större betydelse för tefrokronologisk datering, men det är möjligt att askan från 2010 års utbrott kan bli en viktig tefrokronologisk nivå, åtminstone i Norge och på Shetlandsöarna där nedfall observerats.

### Förhistoriska eruptioner
Tolv olika utbrottsfaser under istiden kan fastställas, därav inträffade sex faser under interglaciala perioder och sex andra under glaciala perioder.
Under de senare uppstod en del hyaloklastit och kuddlava, som också delar av vulkankonstruktionen utgörs av.
Under de isfria perioderna ackumulerades lavaskikten. Det kan man till exempel se tydligt på de förutvarande havsklipporna på bergmassivets sydsida.
Efter istiden skedde två effusiva eruptioner för 10 000 år sedan, varvid lavaströmmar frambragte Hamragarður och Kamragil.

### Historiska eruptioner
Endast fyra kända utbrott har ägt rum sedan Island befolkats. Det första dokumenterade inträffade 920, det andra ägde rum 1612–13. Litet är känt om detta utbrott. I Skarðsannalerna beskrivs eruptionen så här: ”Sprakk fram Eyjafjallajökull austur allt í sjó; kom þar upp eldur; hann sást nær alstaðar fyrir norðan land”.

### Utbrottet 1821–1823
Det näst senaste utbrottet skedde 1821 till 1823. Vid detta utbrott spreds fyra miljoner kubikmeter mörkgrå, finkornig dacitaska, som framförallt förekommer på Sydisland. Det här förhållandevis småskaliga utbrottet orsakade trots allt en del skada. Framförallt var askan rik på fluor, vilket var skadligt för fädjuren. Utbrottet förorsakade även små till medelstora jökellopp framförallt i Markarfljót, men också i älven Holtsá.
Utbrottet startade den 19 och 20 december 1821 med en explosiv fas, som varade i ett par dagar med ett kraftigt asknedfall som följd, framförallt i de befolkade områdena söder och väster om vulkanen. Utbrottet pågick fram till juni följande år, utan att något särskilt kunde märkas i bosättningarna, med undantag av stigande vattennivå omkring Markarfljót. I slutet av juni 1822 följde åter en explosiv fas, varvid de explosiva utbrotten skedde i serier. Utbrottet skickade bland annat upp ett moln till ansenlig höjd. Aska föll i Eyjafjörður, men också på Seltjarnarnes.
Från augusti till december 1822 verkade utbrottet avta i styrka. Däremot dog boskap i Eyjafjörður av fluorförgiftning och i Holtsá kunde små jökellopp observeras. Även i Markarfljót observerade man ett avsevärt jökellopp. Källmaterialet fastslår emellertid inget exakt datum.
1823 vågade sig några män upp på toppen av Eyjafjallajökull för att granska kratern närmare. De fann en utbrottsspricka något nordväst om toppen Guðnasteinn. Männen tänkte då att berget kunde kollapsa, eftersom sprickan låg väldigt nära glaciärkanten och mellan den och avgrunden fanns bara en tunn klippvägg. Efter utbrottet fastställde man, att berget hade förändrat sig och en beaktansvärd sänka hade uppstått i toppområdet, som förut varit ganska plant.
I början av 1823 hade Katla i Mýrdalsjökull utbrott och samtidigt trängde åter mer ånga från Eyjafjallajökulls toppområde fram, framförallt från huvudutbrottssprickan.

### Vulkanutbrotten 2010

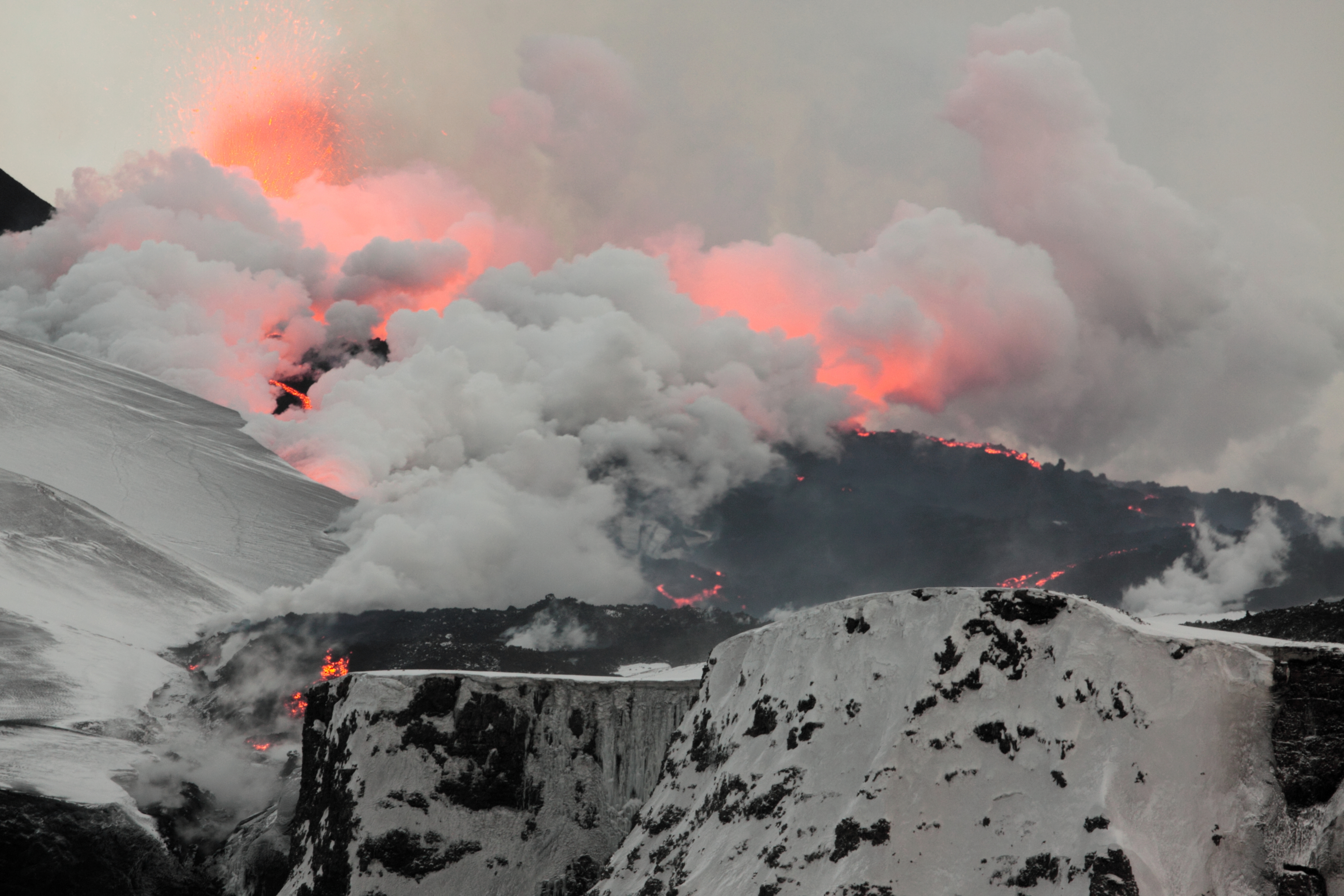
Fimmvörðuháls, 2 april 2010.

Med början den 20 mars 2010 uppstod ett flertal eruptioner i vulkanen med ett stort utflöde av aska. Flygtrafiken över Nord- och Centraleuropa samt Brittiska öarna fick ställas in i flera dagar till följd av det.

## Förbindelsen mellan Eyjafjallajökull och Mýrdalsjökull
Vid Eyjafjallajökulls utbrott på 1600- och 1800-talen lade man märke till att vulkanen Katla under Mýrdalsjökull hade utbrott samtidigt. Man anade alltså att det fanns ett samband emellan de bägge vulkanerna. I Fimmvörðuháls (De fem stenmännens bergsrygg), passet emellan Eyjafjallajökull och Mýrdalsjökull, kunde ökad seismisk aktivitet noteras från 1999.
Geofysikern Páll Einarsson påpekar nödvändigheten av att övervaka Katla, vulkanen under glaciären Mýrdalsjökull, mycket nogsamt, eftersom Eyjafjallajökulls eruption i mars 2010 kan utlösa ytterligare en i Katla.
7 maj 2010 rapporterades det om att Eyjafjallajökull återigen började sprida ut aska över luftrummet.

## Bergsbestigningar
Det finns flera uppstigningsmöjligheter. Ari Trausti Guðmundsson beskriver till exempel en klättringstur från Þórsmörkbanan i nordnordvästlig riktning över Grýtutindur. Dessutom leder en väg från Fimmvörðuháls upp på glaciär.

## Eyjafjöll
De mindre bergen som omger glaciärvulkanen framför den heter Eyjafjöll. Eyjafjölls sydkant, varpå jökeln vilar, utgjorde efter slutet på istiden för ungefär 100 000 år sedan havskusten. Efter att den flyttat sig fem kilometer längre söderut genom den postglaciala landhöjningen, har klipporna kvarblivit. Det syns särskilt tydligt på vattenfallen Skógafoss och Seljalandsfoss, men också på friluftsmuseet Skógar.

## Grottor
Dessutom finns det många grottor i området undir Eyafjöllum (under Öfjället). Den mest kända är Paradísarehellir (Paradisgrottan). Den ska ha utgjort bakgrunden till en spännande kärlekshistoria på 1800-talet. Den isländske författaren Jón Trausti skriver om det i romanen Anna frá Stóruborg – saga frá sextándu öld. Några andra grottor har använts som tingsplatser.

## Þórsmörk
Mellan Eyjafjallajökull och Tindfjallajökull ligger dalen Þórsmörk, som omges av tre glaciärer. Den sluts av glaciären Mýrdalsjökull.